# Lewis Clive
À ne pas confondre avec Clive Lewis, homme politique britannique du XXIe siècle.
Pour les articles homonymes, voir Clive.
Lewis Clive, né à Londres le 8 septembre 1910 et mort à Gandesa le 28 juillet 1938, est un homme politique britannique. Champion olympique d'aviron aux Jeux de 1932, il rejoint les Brigades internationales antifascistes à la guerre d'Espagne, et y est tué au combat à l'âge de 27 ans.

## Biographie
Descendant de Robert Clive, le « conquérant des Indes », il est le fils de Percy Clive, député libéral unioniste à la Chambre des communes. Son père est tué à la guerre durant la Première Guerre mondiale, alors que Lewis n'a que 7 ans. Éduqué au collège d'Eton comme bon nombre de garçons de milieu aisé, et s'y étant révélé être un excellent rameur, il étudie au collège Christ Church de l'université d'Oxford. Il est membre de l'équipe malheureuse d'Oxford lors de la célèbre course d'aviron contre l'équipe de l'université de Cambridge en 1931 et en 1932,. 
Il est sélectionné avec son coéquipier Hugh Edwards, également de l'université d'Oxford, pour participer à la délégation britannique aux Jeux olympiques d'été de 1932 à Los Angeles. Les deux jeunes hommes avaient remporté ensemble l'épreuve du deux sans barreur à la régate royale de Henley de 1931 et de 1932, et partent favoris pour cette même épreuve aux Jeux olympiques. Ils se qualifient pour la finale en remportant en 7 min 47,0 s leur première course, face aux équipages néo-zélandais et néerlandais. Ces deux mêmes équipages se rattrapent au repêchage et rejoignent en finale les Britanniques et les Polonais. Le duo d'Oxford remporte le titre olympique en 8 min et 0,0 s, avec 2,4 s d'avance sur les Néo-Zélandais, arrivés deuxièmes. 
Comme son père avant lui, Lewis Clive rejoint ensuite les Grenadier Guards, régiment d'infanterie de l'Armée britannique, et commence une carrière militaire. Dans le même temps, il entre en politique. Membre de la Société fabienne (socialiste), il est élu conseiller municipal du bourg royal de Kensington, sous l'étiquette du Parti travailliste. Il ambitionne d'être élu député comme son père avant lui. Au bureau de recherche de la Société fabienne, il écrit un livre, The People's Army, expliquant les propositions du Parti travailliste en matière de réforme de l'Armée : une meilleure paie pour les soldats, et une démocratisation des voies de promotion. Ces mesures, écrit-il, permettraient à l'Armée de mieux incarner la défense de la démocratie britannique. Le livre est publié en 1938 aux éditions Victor Gollancz Ltd avec une préface du major Clement Attlee, futur Premier ministre,,.
En 1937, il démissionne de l'Armée afin de rejoindre le Bataillon britannique de la XVe Brigade internationale qui se bat en Espagne pour aider les Républicains espagnols à défendre la Seconde République face aux rebelles nationalistes fascistes. Avec d'autres nouvelles recrues, il est formé à Fontanella, village dans les collines de la Catalogne. Lors du repli des forces républicaines sur la rive gauche de l'Èbre, il se retrouve laissé derrière les lignes ennemies avec un autre soldat britannique, originaire du pays de Galles. « Après dix jours de grandes privations, portant à eux deux une lourde mitrailleuse », ils parviennent à rejoindre les lignes républicaines, Lewis Clive devant soutenir son camarade lors de leur traversée de l'Èbre, car ce dernier ne sait pas nager. Il est promu commandant de compagnie. Le 25 juillet 1938, de nuit, les républicains lancent une contre-offensive désespérée : c'est la bataille de l'Èbre. Lewis Clive est tué quelques jours après le début des hostilités. Se levant de derrière une position couverte pour observer les positions ennemies, il est atteint d'une balle à la tête et est tué instantanément. Son frère Meysey, lui aussi membre des Grenadier Guards, sera tué au combat en Afrique du nord durant la Seconde Guerre mondiale,. 
Avant sa mort, il avait demandé en mariage Mary Farmar. Devenue romancière, elle fait de lui le personnage Oliver dans son roman The Camomile Lawn. Le personnage sera incarné par Toby Stephens dans l'adaptation du roman en téléfilm en 1992.